# Gymnophora cymatoneura
Gymnophora cymatoneura är en tvåvingeart som beskrevs av Günther Enderlein 1912. Gymnophora cymatoneura ingår i släktet Gymnophora och familjen puckelflugor. Inga underarter finns listade i Catalogue of Life.